# Гремячая Поляна
Гремя́чая Поля́на — село в Дальнеконстантиновском районе Нижегородской области. Входит в состав Богоявленского сельсовета.

## География
Село находится на расстоянии приблизительно 6 км (по прямой) к северо-западу от рабочего посёлка Дальнее Константиново, административного центра района.

### Часовой пояс
Село Гремячая Поляна, как и вся Нижегородская область, находится в часовой зоне МСК (московское время). Смещение применяемого времени относительно UTC составляет +3:00.

## История
Село впервые упоминается в 1859 году, когда в нём было учтено 70 дворов и 468 жителей, отмечено наличие церкви. В 2019 году Казанская церковь восстановлена.

## Население
| 2002 | 2010 |
| ---- | ---- |
| 54   | ↘20  |

### Национальный состав
Согласно результатам переписи 2002 года, в национальной структуре населения русские составляли 100 % из 54 чел.

## Известные уроженцы
- Кочин, Николай Иванович (1902—1983) — советский писатель.